# Luis Molina Sánchez
Luis Molina Sánchez (Blanca, Murcia, 25 de noviembre de 1933, 2021) fue un pintor español, que incursionó también en el mercado de los cuadernos de aventuras en los años 60.

## Biografía
Tras tantear la Editorial Maga, consigue publicar su serie Puño de Bronce en Editorial Andaluza, la cual le cede también Torg (hijo de León), que había comenzado Arturo Roldán. 
Después del cierre de Editorial Andaluza en 1964, se ha dedicado a la enseñanza y a la pintura.